# Dodona (Tesalia)
Dodona o Dodoni (en griego: Δωδώνη) es un topónimo griego de Tesalia, que fue mencionado por Homero en el catálogo de las naves de la Ilíada.
Aunque había otro lugar, muy célebre, situado en Epiro llamado Dodona, Estrabón dice que Homero cuando menciona este lugar lo hace aludiendo a un territorio que era posesión de los perrebos, en Histieótide, Tesalia. Sin embargo, hay autores modernos que creen que la Dodona mencionada por Homero es la famosa Dodona de la región de Epiro apoyándose en el hecho de que en la Odisea se menciona también Dodona en una situación próxima a Tesprotia.
En ambas Dodonas había un oráculo de Zeus pero, según la tradición narrada por Estrabón, el oráculo más antiguo era el que estaba situado en Tesalia, cerca de Escotusa y posteriormente fue trasladado a Epiro (véase oráculo de Dodona).